# Повхаттан (Канзас)
Повхаттан (англ. Powhattan) — місто (англ. city) в США, в окрузі Браун штату Канзас. Населення — 69 осіб (2020).

## Географія
Повхаттан розташований за координатами 39°45′42″ пн. ш. 95°38′2″ зх. д. / 39.76167° пн. ш. 95.63389° зх. д. (39.761590, -95.633897).  За даними Бюро перепису населення США в 2010 році місто мало площу 0,37 км², уся площа — суходіл. В 2017 році площа становила 0,35 км², уся площа — суходіл.

## Демографія
Згідно з переписом 2010 року, у місті мешкало 77 осіб у 30 домогосподарствах у складі 20 родин. Густота населення становила 206 осіб/км².  Було 38 помешкань (102/км²).
Расовий склад населення:
| - 90,9 % — білих - 9,1 % — корінних американців |

До двох чи більше рас належало 0,0 %. Частка іспаномовних становила 2,6 % від усіх жителів.
За віковим діапазоном населення розподілялося таким чином: 32,5 % — особи молодші 18 років, 46,7 % — особи у віці 18—64 років, 20,8 % — особи у віці 65 років та старші. Медіана віку мешканця становила 34,8 року. На 100 осіб жіночої статі у місті припадало 67,4 чоловіків;  на 100 жінок у віці від 18 років та старших — 73,3 чоловіків також старших 18 років.
Середній дохід на одне домашнє господарство  становив 32 623 долари США (медіана — 30 833), а середній дохід на одну сім'ю — 38 847 доларів (медіана — 41 250). За межею бідності перебувало 35,8 % осіб, у тому числі 64,3 % дітей у віці до 18 років та 20,0 % осіб у віці 65 років та старших.
Цивільне працевлаштоване населення становило 37 осіб. Основні галузі зайнятості: освіта, охорона здоров'я та соціальна допомога — 35,1 %, мистецтво, розваги та відпочинок — 16,2 %, виробництво — 10,8 %, будівництво — 10,8 %.